# تپه دولتی ۱
تپه دولتی ۱ در شهرستان چرداول، بخش هلیلان، دهستان هلیلان، ۱/۲ کیلومتری شمال شرقی روستای دارپروشه واقع شده و این اثر در تاریخ ۲۶ اسفند ۱۳۸۷ با شمارهٔ ثبت ۲۶۰۰۳ به‌عنوان یکی از آثار ملی ایران به ثبت رسیده است.